# Овчинникова, Анастасия Анатольевна
Анастаси́я Анато́льевна Овчи́нникова (род. 16 октября 1984) — российская легкоатлетка, специалистка по бегу на короткие дистанции. Выступала за сборную России по лёгкой атлетике в 2000-х годах, чемпионка Универсиады, чемпионка Европы среди молодёжи, победительница и призёрка первенств всероссийского значения. Представляла Новосибирскую область. Мастер спорта России международного класса.

## Биография
Анастасия Овчинникова родилась 16 октября 1984 года.
Занималась лёгкой атлетикой в Новосибирске в Школе высшего спортивного мастерства под руководством заслуженного тренера СССР Александра Григорьевича Бухашеева.
Впервые заявила о себе на взрослом всероссийском уровне в сезоне 2004 года, когда на зимнем чемпионате России в Москве с командой Новосибирской области выиграла бронзовую медаль в эстафете 4 × 200 метров.
В 2005 году на зимнем чемпионате России в Волгограде заняла четвёртое место в эстафете 4 × 200 метров (впоследствии в связи с дисквалификацией команды Челябинской области переместилась в итоговом протоколе на третью позицию). Также в этом сезоне в дисциплине 400 метров одержала победу на молодёжном всероссийском первенстве в Москве. Попав в состав российской национальной сборной, выступила на молодёжном европейском первенстве в Эрфурте — в индивидуальном беге на 400 метров финишировала в финале четвёртой, тогда как в программе эстафеты 4 × 400 метров с молодёжным рекордом Европы и рекордом чемпионата 3.27,27 превзошла всех соперниц и завоевала золотую медаль, при этом её партнёршами были Анастасия Кочетова, Елена Мигунова и Ольга Зайцева. Будучи студенткой, представляла Россию на Универсиаде в Измире — в эстафете 4 × 400 метров вместе с соотечественницами Еленой Мигуновой, Екатериной Костецкой и Натальей Назаровой тоже получила золото.
В 2006 году в беге на 400 метров была лучшей на зимнем молодёжном всероссийском первенстве в Саранске, в то время как на взрослом зимнем чемпионате России в Москве остановилась на стадии полуфиналов.
В 2007 году стартовала в эстафете 4 × 400 метров на Кубке Европы в Мюнхене, в 400-метровой дисциплине дошла до полуфинала на чемпионате России в Туле.
В 2008 году бежала 400 метров на зимнем чемпионате России в Москве, но в финал не вышла.
За выдающиеся спортивные достижения удостоена почётного звания «Мастер спорта России международного класса».
Окончила электромеханический факультет Новосибирского государственного технического университета по специальности «технология пищевой промышленности».